# Pantà de Llesp
El pantà de Llesp és un embassament del riu Noguera de Tor (conca del riu Noguera Ribagorçana), creat per una presa situada al municipi del Pont de Suert a la comarca de l'Alta Ribagorça, dins de l'antic terme municipal de Llesp.
El pantà fou construït amb finalitats hidroelèctriques, aprofitant les aigües de la Noguera de Tor, riu que té 24 km. de recorregut per la Vall de Boí, travessant o passant molt a prop de les poblacions de Caldes de Boí, Erill la Vall, Barruera, Llesp i Castilló de Tor fins a desembocar en la Noguera Ribagorçana en el terme del Pont de Suert.
El cabal mitjà a Llesp és de m³/Segon|s. La seva conca ocupa una àrea de 30 km².
Es tracta d'un embassament de muntanya mitjana que destaca pel fet de situar-se en una vall oberta, favorable al desenvolupament de la vegetació de les vores. L'espai ocupa poc més de 30 hectàrees de superfície i es localitza aigües avall de la població de Llesp.
Per les característiques del terreny, s'hi desenvolupa una salzeda de notable extensió, diversitat i estructura (hàbitat d'interès comunitari 3240). Destaquen les diverses espècies de salzes: salze blanc (Salix alba), sarga (Salix elaeagnos), saulic (Salix purpurea) i gatell (Salix atrocinerea spp. catalaunica). Pel que fa a la vegetació helofítica, s'hi troben claps de canyís (Phragmites australis), boga (Typha) i càrex (Carex). L'aigua, malgrat la presència d'algunes granges i de nuclis habitats, és d'elevada qualitat i això permet un bon desenvolupament de macròfits submergits (hàbitat d'interès comunitari, de codi 3150), entre els quals destaquen Potamogeton pectinatus, Potamogeton crispus, Ranunculus aquatilis, Ranunculus trycophyllus i Utricularia versicularis. Cal remarcar també la presència de l'hàbitat d'interès comunitari 6510 "Prats de dall de terra baixa i de la muntanya mitjana (Arrhenatherion)", així com de pastures humides i herbassars megafòrbics.
Pel que fa a la fauna, destaca la presència de llúdriga i de diverses espècies d'amfibis. La zona és emprada massivament com a refugi pels alevins de truita de riu (Salmo trutta).
La conjunció d'un bosc de ribera ben estructurat, amb àmplies zones de vegetació helofítica i extensions d'herbeis submergits, fan d'aquesta zona humida un espai d'elevat interès. Interès que es veu accentuat per l'escassetat d'ambients naturals d'aquestes característiques en els contraforts del Pirineu. L'espai presenta un bon estat de conservació, si bé caldria reduir la pressió humana que s'exerceix en la riba esquerra, sobretot l'exercida pels pescadors. La proximitat a la carretera L-500 en el marge dret és un factor generador d'impactes. Pel seu marge esquerre transcorre el Camí de l'Aigua, que uneix diversos pobles de la vall de Boí, seguint generalment el curs del riu. L'accentuada tendència a la colmatació és un factor que, almenys amb caràcter temporal, afavoreix l'extensió del bosc de ribera.
Aquesta zona es troba dins l'espai de la Xarxa Natura 2000 ES0000022 Aigüestortes i està situada també dins l'extensa Reserva Nacional de Caça de l'Alt Pallars-Aran.